# Heinrich Heimes (Politiker)
Georg Heinrich Heimes (* 8. Februar 1795 in Mittelheim im Rheingau-Taunus-Kreis; † 30. Juli 1865 in Hattenheim) war ein deutscher Gutsbesitzer und Mitglied der Zweiten Kammer der Landstände des Herzogtums Nassau.

## Leben
Heinrich Heimes war ein Sohn des Oberschultheißen Johann Georg Heimes (1743–1805) und dessen Ehefrau Maria Josepha Basting (1759–1832).
Er war Gutsbesitzer und erhielt 1833, als Friedrich Arnold von Eck sein Mandat verlor, einen Sitz in der Zweiten Kammer der Landstände des Herzogtums Nassau, gewählt aus der Gruppe der Grundbesitzer. Er blieb bis 1836, als er sein Amt niederlegte, im Landtag.
1852 wurde er für den Wahlkreis XVIII (Rüdesheim/St. Goarshausen) in den Landtag gewählt. Da Heimes sein Mandat nicht annahm, wurde Karl Braun als sein Nachfolger bestimmt.